# Railroad Tycoon II
Railroad Tycoon II  — компьютерная игра в жанре экономическая стратегия, выпущенная для платформ Microsoft Windows, Mac OS, PlayStation и Sega Dreamcast, одна из игр серии Railroad Tycoon. Версия для Dreamcast является Золотым изданием с улучшенной графикой и геймплеем. В данной версии игра была портирована на Linux компанией Loki Software. В отличие от вида сверху в первой игре серии, во второй части изометрическая графика.

## Игровой процесс
Railroad Tycoon II — железнодорожный симулятор, охватывающий историю железнодорожного транспорта от самого его зарождения до наших дней. Игроку предлагается выбрать карту и занять место руководителя железнодорожной компании.
Большая часть игры состоит из прокладки путей, постройки станций и покупки поездов, используемых для перевозки пассажиров и грузов от одной станции к другой. Прибыль от доставки может варьироваться в зависимости от уровня сложности, состояния экономики, типа груза, времени доставки, спроса на товар, улучшений станции и расстояния. Компании могут использовать станции и пути друг друга, разделяя доход между собой. Издержки включают в себя расходы на топливо, содержание путей и транспортных средств и расходы на управление. Расходы на топливо зависят от веса груза и расстояния, пройденного поездом. Расходы на содержание поездов зависят от возраста и типа поезда (содержание некоторых поездов менее затратно). Поддержание старых поездов на ходу стоит больше. Содержание путей рассчитывается исключительно из километража.

## Разработка
В конце 1997 Брюс Шелли сказал о возможности разработки второй части Railroad Tycoon.

#### Саундтрек
Саундтрек игры состоит в основном из мелодий классического дорожного блюза и блюграсса из эпохи, к которой обращается игра. В отличие от большинства современных игр, звук для этой игры был записан не в midi, а состоял из студийных записей высокого качества, некоторые из которых содержат вокальные партии. Этот факт поспособствовал хорошим оценкам игры.

#### Издания
Railroad Tycoon 2: Gold является собранием оригинального Railroad Tycoon 2 Railroad и дополнения Tycoon 2: The Second Century. Railroad Tycoon 2: Platinum во многом идентична Золотому изданию, но вместе с тем содержит более 50 карт, сделанных игроками, и улучшенную поддержку колеса мыши. Карты, разработанные специально для платинового издания, могут не работать в некоторых более ранних версиях. Последний официальный патч для Railroad Tycoon 2, platinum v1.56, вышел 19 февраля 2003 года.

## Критика
| Сводный рейтинг              | Сводный рейтинг                             |
| Агрегатор                    | Оценка                                      |
| ---------------------------- | ------------------------------------------- |
| GameRankings                 | 83,15 % (PC) 63,88 % (PS)                   |
| Иноязычные издания           |                                             |
| Издание                      | Оценка                                      |
| CGW                          | [ 6 ]                                       |
| GamePro                      | [ 7 ]                                       |
| OPM                          | [ 8 ]                                       |
| PC Gamer (UK)                | 86 %                                        |
| PC Gamer (US)                | 92 %                                        |
| PC Zone                      | 78/100                                      |
| Computer Games Strategy Plus | [ 12 ]                                      |
| PC PowerPlay                 | 91 %                                        |
| Next Generation              | [ 14 ]                                      |
| Русскоязычные издания        |                                             |
| Издание                      | Оценка                                      |
| «Игромания»                  | 8,5/10                                      |
| Награды                      |                                             |
| Издание                      | Награда                                     |
| Computer Gaming World        | Best Strategy (finalist)                    |
| PC Gamer US                  | The Best Real-Time Strategy Game (finalist) |
| Computer Games Strategy Plus | Strategy Game of the Year                   |
| GameSpot                     | Strategy Game of the Year (finalist)        |